# Yasunori Masutani
Yasunori Masutani (jap. 増谷 康紀 Masutani Yasunori; ur. 29 lipca 1961) – japoński seiyū i aktor dubbingowy związany z Aoni Production.

## Wybrana filmografia
- Armitage III – Ross Sylibus
- Atelier Escha & Logy: Alchemists of the Dusk Sky – Reyfer Luckberry
- Bakugan: Młodzi wojownicy – Aranaut
- Digimon Adventure –
  - Etemon,
  - MetalEtemon
- Digimon Frontier –
  - Mercurymon,
  - Sakkakumon
- Dragon Ball Super –
  - Wykonawca uniwersalnego hymnu,
  - Universe 6 Kaiōshin,
  - Rou
- Fujimi Orchestra – Tonoin Kei
- Kinnikuman Nisei – Gazelleman
- One Piece –
  - członek Starszyzny Pięciu Gwiazd,
  - Disco,
  - Jean Bart,
  - Attach,
  - Billy,
  - Drug Peclo,
  - Yorki
  - Yatappe
- Psycho-Pass – Choe Gu-sung
- Silver Spoon – Nakajima
- Transformerzy: Wojna o Energon – Mega Zarak